# El paseo por Andalucía
El paseo por Andalucía é uma obra do pintor e gravador espanhol Francisco de Goya. A pintura repousa, hoje, nas paredes do Museu do Prado, em Madrid.

## Análise do quadro
A caminhada da Andaluzia ou La maja e os focos, como também é conhecido, é um precedente direto de algumas das cenas mais características das gravuras dos Caprichos, nas quais o jogo do amor e do ciúme se torna o centro do argumento da composição.
A partir de 1775, quando Goya se instalou definitivamente em Madrid, até 1792, o pintor se dedicou a elaborar uma série de caixas destinadas à Real Fábrica de Tapices de Santa Bárbara de Madri. As tapeçarias com os temas de Goya foram colocadas no palácio de El Pardo de Madri, distribuídas em diferentes salas. Os cartões estão no Museu do Prado desta mesma cidade.
No verão de 1777, o pintor deu uma série destinada a decorar a sala de jantar do Príncipe das Astúrias. Esses cartões foram intitulados da seguinte forma: O quitasol, El paseo de Andalucía (ou La maja e os embozados), O bebedor e A disputa na nova venda.
Como de costume, Goya escolheu outra cena costumbrista na atmosfera da cidade. A cena apresenta alguns personagens que, de acordo com a descrição do próprio autor, são minguantes que pedem moléstias ao passo de um par de ciganos; A mulher implora a sua companheira para continuar a jornada. O fato de embozarse (cobrir quase o rosto com a camada) era algo muito comum na Espanha dos tempos de Goya; desta forma, a pessoa abafada poderia caminhar pelas ruas sem mostrar sua identidade e poderia se esconder atrás do manto para realizar suas faltas sem ser reconhecido. Quando Carlos III ordenou a proibição deste costume e o chapéu de abas largas, a cidade de Madrid o recebeu muito mal e foi uma das razões que deram origem ao famoso Motim de Esquilache.
A cor desta imagem é clara e alegre, como no resto das cartas. Os detalhes dos trajes são dignos de admiração, feitos com grande precisão, especialmente no vestido de cigana, no bordado e em suas meias. Goya recebeu através desta série de 18.000 reais.